# Almack's

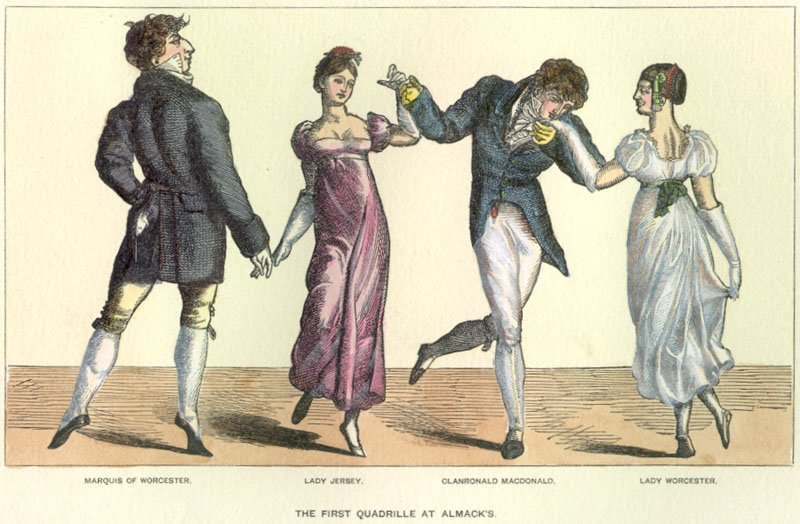
The First Quadrille at Almack's. En fransk illustration av en kadrilj på Almack's, föreställande (från vänster) Lord Worcester, Lady Jersey, Clanronald Macdonald och Lady Worcester.

Almack's var ett samlingsnamn för en rad sällskapsklubbar i London i England mellan 1754 och 1911.  Det är dock mest känt i historien som den societetsklubb som mellan 1781 och 1863 höll halvt offentliga baler i Almack's Assembly Rooms på King Street, St James's.  Det var en ovanlig institution, då offentliga mötesplatser för överklassen normalt sett var strikt reserverat för män, och baler och könsblandade sammankomster inom överklassen annars endast brukade hållas privat. 